# آرون براون (بازیکن فوتبال، زاده ۱۹۸۰)
آرون براون (انگلیسی: Aaron Brown؛ زادهٔ ۱۴ مارس ۱۹۸۰) بازیکن فوتبال اهل بریتانیا است.
از باشگاه‌هایی که در آن بازی کرده‌است می‌توان به باشگاه فوتبال کویینز پارک رنجرز، باشگاه فوتبال بث سیتی، باشگاه فوتبال سوئیندون تاون، باشگاه فوتبال دارلینگتون، باشگاه فوتبال هانگرفورد تاون، باشگاه فوتبال تورکی یونایتد، باشگاه فوتبال گیلینگام، باشگاه فوتبال چلتنهام تاون، باشگاه فوتبال اکستر سیتی، باشگاه فوتبال لینکولن سیتی، باشگاه فوتبال وستون سوپر مار، باشگاه فوتبال بریستول سیتی، و باشگاه فوتبال ورکسام اشاره کرد.